# Зігфрід Бюттнер
Зі́гфрід Бю́ттнер (нім. Siegfried Büttner) — німецький льотчик-ас, лейтенант Імперської армії.

## Біографія
Учасник Першої світової війни. З серпня 1917 року літав у складі 22-ї винищувальної ескадрильї. 7 червня 1918 року перебрав командування над 61-ю винищувальною ескадрильєю і командував нею до кінця війни.
Всього за час бойових дій здобув 13 перемог.